# Нураксиниеду
Нураксиниеду је насеље у Италији у округу Ористано, региону Сардинија.
Према процени из 2011. у насељу је живело 1160 становника. Насеље се налази на надморској висини од 12 м.